# Чорманли
Чорманли (азерб. Çormanlı) — село у Кельбаджарському районі Азербайджану. Село розташоване на правому березі річки Хаченагет за 37 км на північний захід від Степанакерта, за 52 км на південний захід від Мартакерта та за 7 км на захід від траси «Північ-Південь».

## Пам'ятки
В селі розташований монастир «Аваптук» 12-13 ст., цвинтар 12-13 ст., хачкар 12-13 ст., фортеця «Натарін» 12-13 ст., селише 12-13 ст., церква «Мукдусі» 12-13 ст., печера «Мукдусі», церква Хамама 9 ст., хачкар 13 ст., селище «Хамамі дзор» 12-13 ст., цвинтар 18-19 ст., церква «(Н)ангац» 11-13 ст.